# Michael Streiter
Michael Streiter est un footballeur autrichien né le 19 janvier 1966 à Hall en Tyrol, qui évoluait au poste de défenseur au FC Swarovski Tirol et en équipe d'Autriche. Il s'est reconverti entraîneur.
Streiter a marqué un but lors de ses trente-quatre sélections avec l'équipe d'Autriche entre 1989 et 1999.

## Carrière
- 1983-1986 : FC Wacker Innsbruck
- 1986-1992 : FC Swarovski Tirol
- 1992-1993 : FC Wacker Innsbruck
- 1993-1997 : FC Tirol Innsbruck
- 1997-2000 : FK Austria Vienne
- 2000 : FC Tirol Innsbruck
- 2001 : WSG Wattens

## Palmarès

### En équipe nationale
- 34 sélections et 1 but avec l'équipe d'Autriche entre 1989 et 1999.

### Avec le FC Swarovski Tirol
- Champion d'Autriche en 1989 et 1990.
- Vainqueur de la Coupe d'Autriche en 1989.

### Avec le Wacker Innsbruck
- Vainqueur de la Coupe d'Autriche en 1993.